# Сухой Кызыл
Сухой Кызыл (устар. Мокрый Кызыл, баш. Һыулы Ҡыҙыл) — река в России, протекает по Миякинскому и Альшеевскому районам Башкортостана. Приток Уршака. Длина реки составляет 35 км.
Начинается в логе Лопанов под названием Кызылюл. Течёт по открытой местности, сначала, до Софиевки, на север, затем — на северо-восток через Писаревку и Тавричанку. В самых низовьях протекает по долине с крутыми склонами. Устье — в 149 км по левому берегу Уршака в селе Уразметово.

## Данные водного реестра
По данным государственного водного реестра России относится к Камскому бассейновому округу, водохозяйственный участок реки — Белая от водомерного поста села Охлебино до города Уфы, без рек Уфы (от истока до посёлка городского типа Шакши) и Дёмы (от истока до водомерного поста у деревни Бочкарёвки), речной подбассейн реки — Белая. Речной бассейн реки — Кама.
Код объекта в государственном водном реестре — 10010201412111100019934.